# Scharnebeck (hajó)
A Sharnebeck Németországban épített Hannover típusú szolgálati motorhajó, melyet a balatoni vízirendészet üzemeltet.
A hajót a német Ostsee-Werft Karl Vertens GmbH építette 1979-ben. 1980-ban állították szolgálatba a német Szövetségi Pénzügyminisztérium vámőrségénél, amely a Balti-tengeren üzemeltette parti őrhajóként. Az 1990-es évek elején Németország Magyarországnak ajándékozta a hajót, majd a Vám- és Pénzügyőrség használta a Dunán, honi kikötője ebben az időben Baja volt.
A hajó a Vám- és Pénzügyőrségtől 2005-ben átkerült a Rendőrséghez a Balatonra, ahol a napjainkban is a vízirendészet üzemelteti mentőhajóként.  2005-ben Balatonfüreden felújították, korszerű navigációs berendezésekkel látták el. A Balatonon honi kikötője 2005–2009 között Balatonföldváron volt, 2009-től napjainkig pedig Fonyód.

## Külső hivatkozások
- A Sharnebeck a Hajóregiszter.hu-n
- A Scharnebeck a Balatoni hajók katalógusában